# Theodore Emmanuel Serraris
Jhr. mr. Theodore Emmanuel Serraris ('s-Hertogenbosch, 3 juli 1875 - Breda, 22 juli 1946) was een Nederlands burgemeester.

## Biografie
Serraris was lid van de familie Serraris en een zoon van jurist jhr. mr. Theodore Serraris (1842-1920) en Maria Josephina Vogelvanger (1844-1916). Hij trouwde in 1907 met Maria Philippine Ghislaine barones van Oldeneel tot Oldenzeel (1883-1959) met wie hij vijf kinderen kreeg, onder wie burgemeester jhr. mr. Theodore Willem Serraris (1908-1945). Hij promoveerde te Utrecht in de rechten in 1902 waarna hij als jurist ging werken en kantonrechter werd. In 1916 werd hij benoemd tot burgemeester van Ginneken en Bavel. Hij vierde daar op 8 augustus 1941 zijn 25-jarig jubileum. Ter gelegenheid van zijn jubileum werd hem een portret aangeboden; dat portret werd geschilderd door Piet van der Hem waar hij in de maanden na zijn jubileum voor poseerde en dat hem in november 1941 werd aangeboden. Hij bleef burgemeester tot de opheffing van de gemeente per 1 januari 1942 waarna de gemeente deels opging in Breda en deels in Nieuw-Ginneken.